# Otto Hildebrand

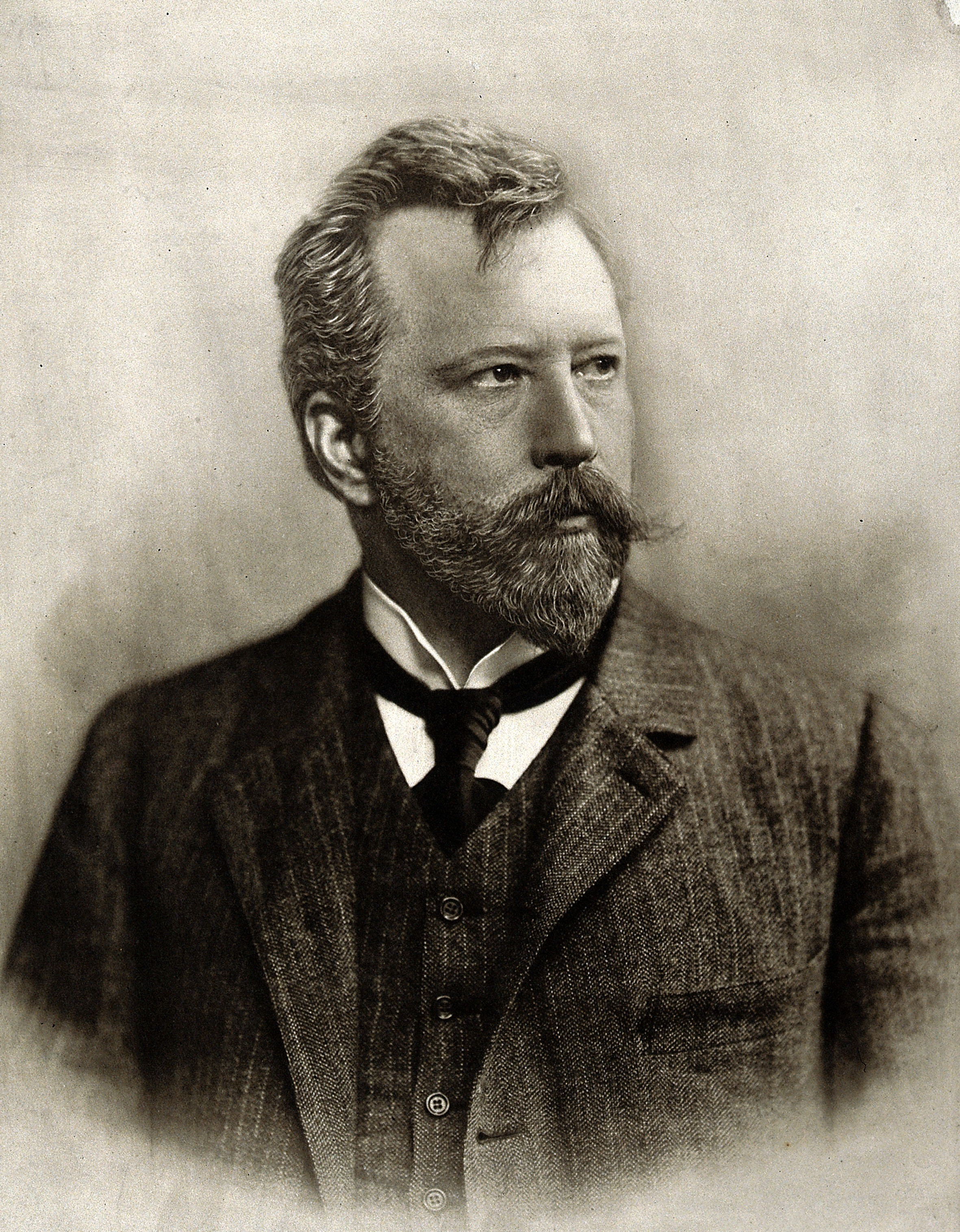
Otto Hildebrand

Otto Hildebrand (* 15. November 1858 in Bern; † 18. Oktober 1927 in Berlin) war ein deutscher Chirurg und Hochschullehrer.

## Leben
Hildebrand studierte an der Universität Jena Medizin und wurde 1886 zum Dr. med. promoviert. Von 1886 bis 1895 arbeitete er in Göttingen als Assistent bei dem Chirurgen Franz König. Nachdem er sich im Dreikaiserjahr habilitiert hatte, kam er 1895 mit König an die Chirurgische Poliklinik der Charité in Berlin und wurde dort 1896 außerordentlicher Professor. Im Jahr 1899 folgte er dem Ruf der Universität Basel auf ihren Lehrstuhl für Chirurgie. 1904 kehrte er als Ordinarius und Nachfolger von Franz König an die Charité zurück. Dass er 1927 mit 69 Jahren emeritiert wurde und starb, bewog Ferdinand Sauerbruch von München nach Berlin zu wechseln und beide Berliner Lehrstühle besetzen zu können.
Mit seiner Frau Frieda, geborene von Seebach (* 1868) – Tochter von Karl von Seebach – hatte er zwei Töchter:
- Elisabeth (* 21. Juni 1896)
- Ursula  (* 13. Dezember 1898)

## Veröffentlichungen (Auswahl)
- Zur Statistik der Rektumkarzinome. In: Deutsche Zeitschrift für Chirurgie. Band 27, 1888, S. 329 ff.